# Los Drag's
Los Drag's fue un grupo de rock and roll peruano, grabaron solo 3 discos de 45 RPM, sin embargo sus integrantes serían parte de destacadas bandas como Los Shain's, El Polen y Traffic Sound.

## Historia
Luego de salir de Los Shain's en 1965, Juan Luis Pereyra decidió fundar el grupo, al principio estuvo conformado por Juan Luis Pereyra en primera guitarra, Alejandro Urmeneta en segunda guitarra y voz, Tito Arana en bajo, Julio Chávez Cabello en batería. Unos meses antes estaba Raul Pereyra y se hacían llamar Los Beethoven, cuando salió Raul Pereyra se cambiaron a Los Drag's 5, el nombre fue idea de Julio Chávez Cabello pero luego lo acortaron a solo Los Drag's, inicialmente estuvieron también Raúl Pereyra en segunda guitarra, Andrés Arana en bajo, Lynn Stricklin en teclados y Alejandro Urmeneta en voz, luego se incorporó Jean Pierre Magnet en saxo. Su primera presentación fue en Y.M.C.A. en Centro de Lima. Tocaron en matinales y fiestas privadas.
Luego de unos meses de descanso para 1966 se volvieron a juntar Julio Chávez y Lynn Stricklin quienes habían estado tocando con Los Shain's deciden salirse y Julio Chávez llamó a Juan Luis Pereyra que estaba con Los Steivos, el cantante Alejandro Urmeneta había viajado a Estados Unidos y fue reemplazado por el canadiense Lou Frazer, además de Tito Arana en bajo. Consiguieron un contrato en Canal 5, tocaron en el Hit de la Una, Cancionísima y Domingo Gigante, luego en Canal 4 en El Clan del Twist donde bailaba Gladys Arista y con la animación de Diana García. Grabaron 3 discos de 45 RPM para el sello Odeón Iempsa, hicieron una gira a Iquitos, La Oroya y Huacho. Sacaron un tema propio de rock y música latina llamado "Papiro" que sería un precedente a lo que luego sería El Polen. Para 1967 Lynn Stricklin había sido reemplazado en teclados por Rafael Miró Quesada y su última presentación en ese año fue en el Colegio Champagnat, en una de las primeras tocadas de Traffic Sound que contaba con un ex Drag, Jean Pierre Magnet, luego los integrantes deciden dar por finalizado el grupo por diversos motivos.
Luego de un par de años de descanso, en 1969 Juan luis Pereyra formaría El Polen.

## Discografía
Sencillos
- Good Loving/ La Tierra de los Mil Bailes (Odeón-Iempsa 1966)
- El Diablo Vestido de Azul / Si tú no estás (yo busco a alguien)(Odeón-Iempsa 1966)
- Tú y yo  / Oyeme mi nena (Odeón-Iempsa 1966)